# Elvis (musikalbum)
Elvis (i Storbritannien Elvis Presley No. 2 eller Rock 'n' Roll No. 2) är den amerikanske sångaren och musikern Elvis Presleys andra studioalbum, utgivet av RCA Victor i mono (LPM 1382) den 19 oktober 1956. Elva av albumets tolv låtar spelades in den 1–3 september 1956 i Radio Recorders studio 1 i Hollywood, Kalifornien, medan den tolfte var en outgiven låt från en inspelning gjord i RCA:s studio i New York den 30 januari. 
Albumet innehåller rockabillylåtarna "When My Blue Moon Turns to Gold Again" och Paralyzed, då nyskriven av Otis Blackwell, countryballaden "How's the World Treating You?" och balladerna "First in Line" och "Love Me", den senare från låtskrivarparet Jerry Leiber och Mike Stoller. Där ingår folkvisan "Old Shep", som Elvis redan som tioåring hade framfört i en talangtävling, R&B-låtarna "Anyplace Is Paradise" och "So Glad You’re Mine", den rumba-inspirerade "How Do You Think I Feel" samt tre coverlåtar från Little Richards rockrepertoar, "Rip It Up", "Ready Teddy" och "Long Tall Sally". I jämförelse med debutalbumet Elvis Presley anses Elvis vara råare och visa en större bredd i materialet, med vissa tydligare bluesinfluenser. Det fick generellt positiva kritikeromdömen.
Albumet nådde förstaplatsen på Billboards albumlista i USA och stannade där i fem veckor, fyra av dessa år 1956.
 Också på den konkurrerande Cashbox-listan nådde det förstaplatsen och låg kvar där i sex veckor. I Storbritannien gavs albumet ursprungligen ut som dels Elvis Presley No. 2, med ett annat skivomslag (HMV, CLP 1105), dels Rock 'n' Roll No. 2.) Albumet nådde 3:e plats på UK Albums Chart både i maj 1957 och i januari 1963. Initialt sålde albumet en halv miljon exemplar i USA. Recording Industry Association of America (RIAA) certifierade det guld år 1960 och platina år 2011 för en försäljning av en miljon exemplar.

## Bakgrund
Efter att Elvis Presley gått över till skivbolaget RCA i slutet av 1955 nådde han snabbt stora framgångar, mycket tack vare sin beslutsamhet, målmedvetenhet och sitt hårda arbete. Under sommaren 1956 fanns hans skivor överallt på topplistorna. "I Want You, I Need You, I Love You" fortsatte att klättra, medan den nysläppta singeln med "Hound Dog" och "Don’t Be Cruel" snabbt avancerade mot förstaplatsen. Samtidigt låg "Heartbreak Hotel" fortfarande kvar på listorna efter sin långa tid som etta. Elvis debutalbum, Elvis Presley, fortsatte att toppa albumlistan, och dess låtar hade även givits ut framgångsrikt på EP-skivor.
Från maj 1956 och året ut toppade han singellistan i USA under sammanlagt 25 veckor. De senaste månaderna hade varit utan motstycke i skivbranschens historia, och Elvis försäljningssiffror var så överväldigande att RCA:s enda fokus var att fortsätta släppa nytt material i snabbast möjliga takt. I augusti släppte RCA ytterligare sju singlar samtidigt genom att ge ut debutalbumets samtliga tolv låtar på singelskivor, samt en extra singel med "Shake, Rattle and Roll" och "Lawdy Miss Clawdy".

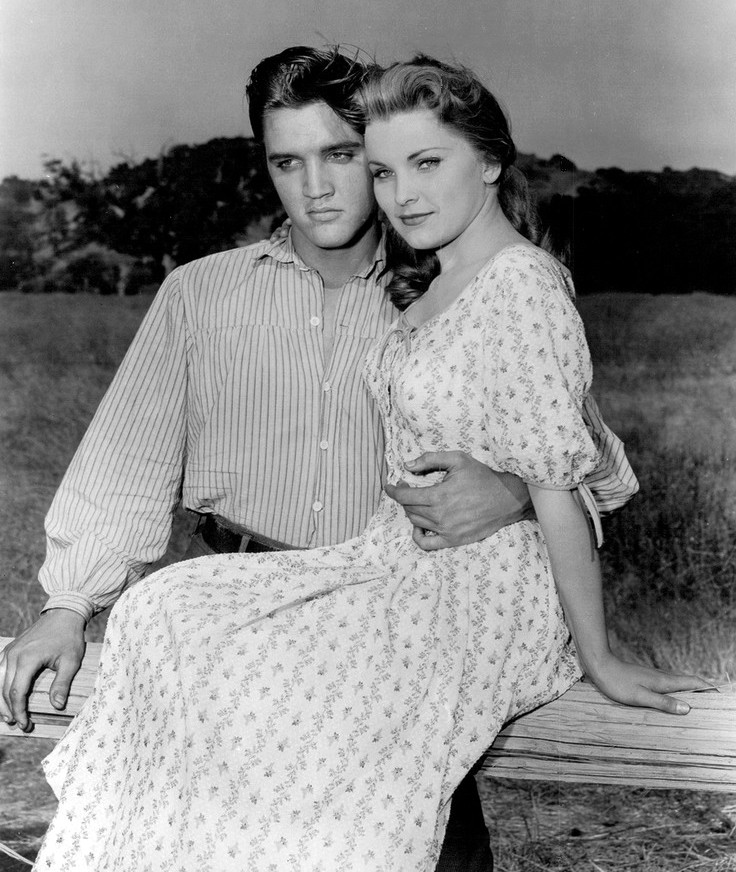
Elvis Presley med Debra Paget i filmen Love Me Tender.

Mitt i denna hektiska period, med många liveturnéer och tv-framträdanden, påbörjade Elvis Presley inspelningen av sin första film i Hollywood, Love Me Tender. Det innebar att han också behövde lära sig filmskådespeleri från grunden. RCA ville ha ett nytt album och en ny singel klara inför det fjärde kvartalet 1956, då skivförsäljningen traditionellt sett var som högst. RCA:s Elvis-producent, Steve Sholes, försökte därför ordna en ny studiosession för att spela in material till albumet. Efter viss övertalning gick Elvis manager, Tom Parker, med på en inspelning, som schemalades till Radio Recorders på Santa Monica Boulevard i Los Angeles i början av september 1956. Sessionen planerades i anslutning till filminspelningarna och innebar att bandet från Nashville och backup-sångarna i The Jordanaires flögs in.
För att förbereda sig fick Elvis en ny samling lackskivor (acetatskivor) med låtförslag från Steve Sholes, och musikförlaget Hill & Range arbetade intensivt med att hitta material i samma stil som vid julisessionen i New York, då bland annat "Hound Dog" och "Don't Be Cruel" hade spelats in. Den begränsade tiden gjorde det oundvikligt att även ett antal coverlåtar behövde spelas in.
Vid tillfället spelades 13 låtar in. "Too Much" och "Playing for Keeps" gavs ut på singel, medan de övriga 11, tillsammans med den outgivna "So Glad You're Mine" från sessionen i februari 1956, bildade albumet Elvis.

## Komposition, stil och texter

### RCA, New York, 30 januari
"So Glad You're Mine" var en tidigare outgiven låt från en inspelning som ägde rum den 30 januari–3 februari 1956 i RCA:s studio 1 i New York, där inspelningarna främst syftade till att komplettera Elvis debutalbum, Elvis Presley. Förutom Elvis Presley själv på sång och gitarr, deltog Scotty Moore på gitarr, Bill Black på bas, D. J. Fontana på trummor och, på denna session, även Shorty Long på piano. Låten, som skrevs av Arthur Crudup, vars "That's All Right" hade varit Elvis debutsingel, spelades in som sista låt den 30 januari – samma dag som han också spelade in Crudups "My Baby Left Me". Crudups version var en långsam blues, men Elvis ändrade till ett rockigare mellantempoarrangemang, vilket gjorde hans version mycket olik originalet. Elvis behöll endast den första versen från Crudups original. Låten är en svängig blues med en sensuell rytm, där den suggestiva texten bidrar till en intensiv känsla, som förstärks av 

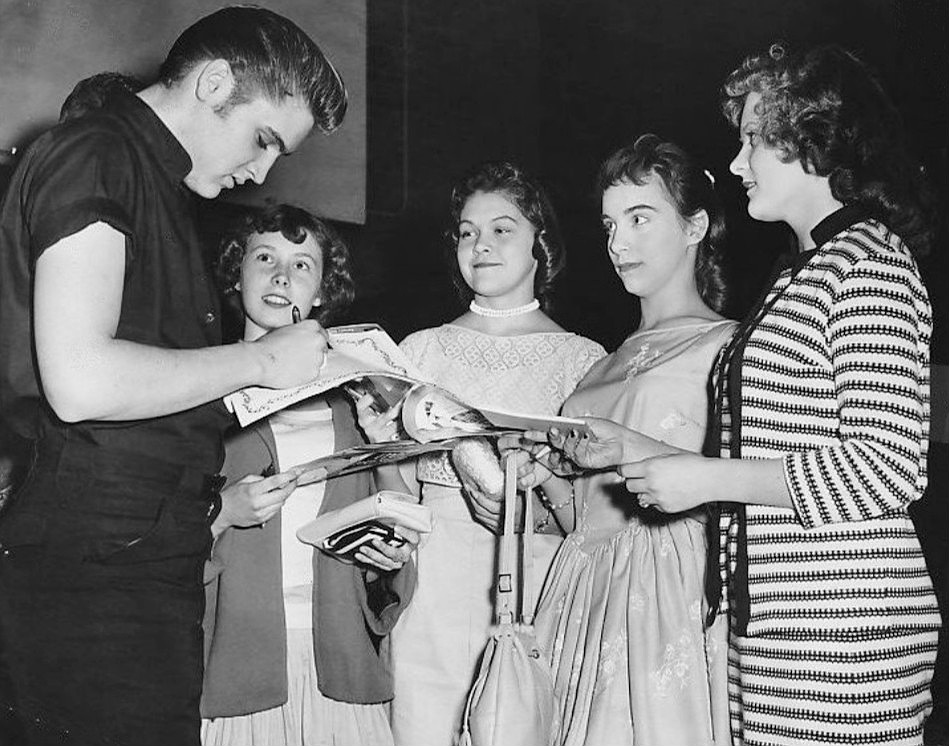
Elvis Presley skriver autografer i samband med sitt framträdande på Minneapolis Auditorium den 13 maj 1956.

D. J. Fontanas trumspel. Den passade väl in bland albumets övriga låtar, från vilka den skiljer sig endast genom Shorty Longs pianospel.

### Radio Recorders, Hollywood, 1–3 september

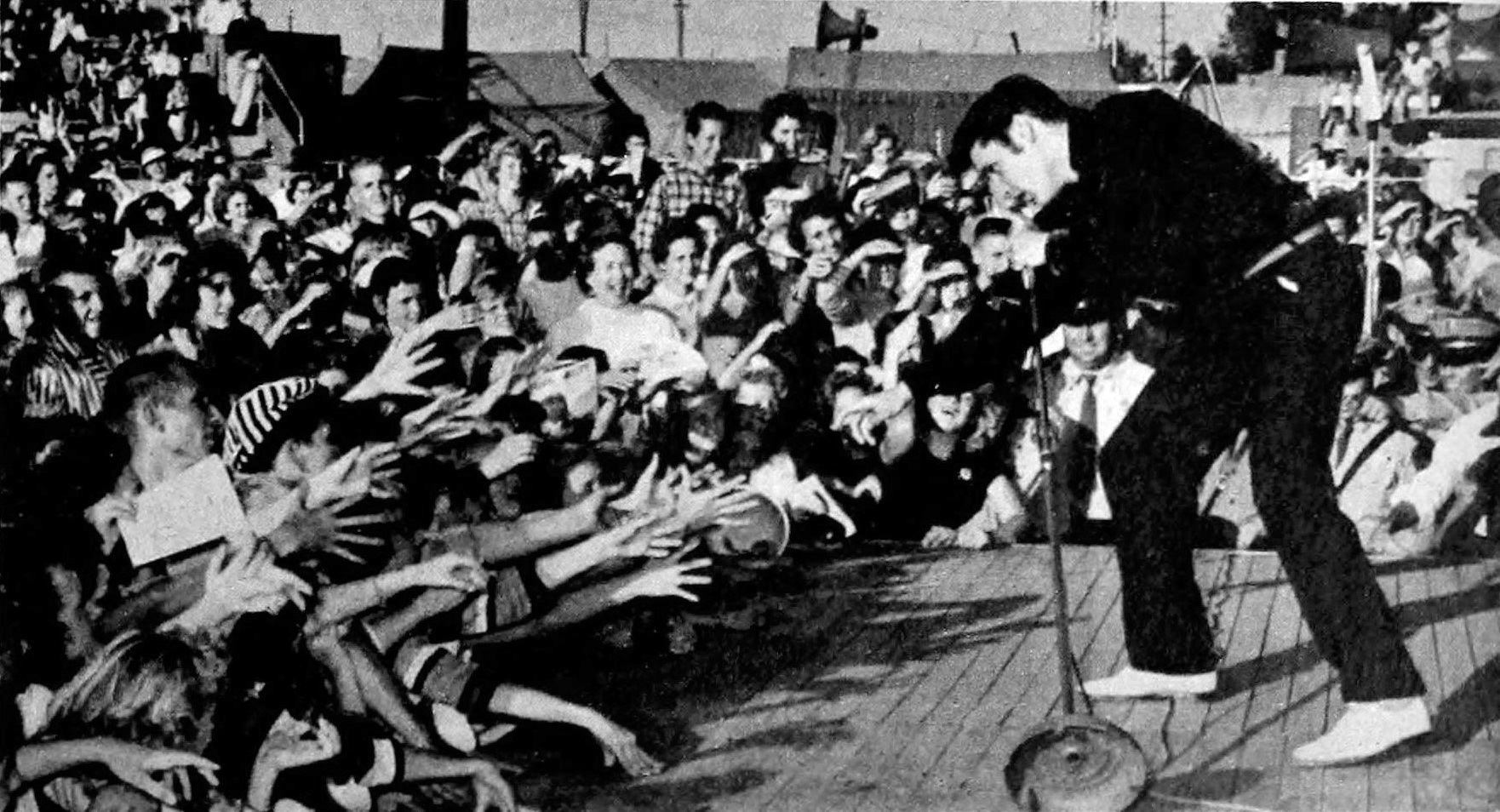
Elvis Presley vid en konsert i sin födelsestad Tupelo, Mississippi, den 26 september 1956, drygt tre veckor efter studioinspelningarna på Radio Recorders, inför en publik på närmare 50 000 personer.

I samband med att Elvis Presley skulle spela in filmen Love Me Tender och dess musik i Hollywood, inplanerades även en studioinspelningssession för RCA i den oberoende studion Radio Recorders, allmänt ansedd som den bästa inspelningsstudion i Los Angeles. Det var första gången Elvis spelade in där, och han kom att trivas med både studion och särskilt dess ansvarige ljudtekniker, Thorne Nogar, som – i motsats till Steve Sholes, som mest bara kom med uppmuntrande tillrop – faktiskt kunde bidra praktiskt i studion. Elvis insisterade sedan på att få spela in där framöver. Under tre dagar, den 1–3 september, färdigställdes 13 låtar, varav 11 hamnade på albumet Elvis och de två återstående, "Too Much" och "Playing for Keeps", gavs ut på singel. Det var samma grunduppsättning musiker på plats som i New York i månadsskiftet januari–februari, med Elvis Presley på sång och gitarr, Scotty Moore på gitarr, Bill Black på bas och D. J. Fontana på trummor. Denna gång medverkade även The Jordanaires med bakgrundssång. Till skillnad från i New York hade ingen pianist anlitats, vilket gjorde att Elvis Presley och tenorsångaren Gordon Stoker från The Jordanaires turades om att spela piano på de låtar där det behövdes.
"Love Me": Musikförläggaren Freddy Bienstock hade försökt förmå låtskrivarna Jerry Leiber och Mike Stoller att bidra med nytt material till sessionen, då Elvis nyligen hade haft stor framgång med deras "Hound Dog". Den enda låt han kunde erbjuda Elvis var dock "Love Me" – en låt som redan getts ut utan någon större framgång av Willy & Ruth 1954 och därefter av Georgia Gibbs. Leiber och Stoller menade att de hade skrivit den som en parodi på countrymusik, men Elvis tolkade balladen fullt seriöst. Med långsamt tempo och kraftigt eko, enkel instrumentering och bakgrundssång från The Jordanaires, omvandlade han den till en smärtfylld vädjan om att få sin kärlek besvarad. Elvis spelade själv piano på inspelningen.
"How Do You Think I Feel": Efter två avbrutna inspelningsförsök i rad – med "Paralyzed" och "I Need You So" (och där även "I Almost Lost My Mind" övervägdes, men genast övergavs) – började sessionen tappa riktning. Elvis återvände då till sina tidiga dagar med Sam Phillips. "How Do You Think I Feel", skriven av Webb Pierce och Wayne Walker, hade varit en mindre hit med Elvis vän, Hank Williams son Jimmie Rodgers Snow, 1954. Elvis hade prövat den redan den 5 mars 1955 under sin tid på Sun Records. Försöket hade varit mindre lyckat, främst till följd av den rumba-rytm som den inhyrde tonårige trummisen Jimmie Lott hade lagt till låten. Elvis tog sig an den på nytt, men bandet hade svårt att få till inspelningen. Bill Blacks bas kom i otakt och han verkade ha svårt att följa rytmen. Efter sju tagningar fick man fram en master. Det var en lättsam och relativt harmlös rumba-inspirerad låt. Den erbjöd mer traditionella lyssnare ett alternativ till den genuina rock'n'rollen, även om texten redan då kunde uppfattas som föråldrad.
"How's the World Treating You": Den första inspelningsdagen avslutades med att Elvis åter satte sig vid pianot och tog sig an "How's the World Treating You". Balladen hade skrivits av Chet Atkins och Boudleaux Bryant för Eddy Arnold, och började etablera sig som en klassiker inom countrygenren. "How's the World Treating You" har en liknande stil som "Love Me". Det är en typisk 50-talsballad, en melankolisk låt om förlorad kärlek som skildrar den förtvivlan en ung människa kan känna vid hjärtesorg. Arrangemanget är sparsmakat, vilket framhäver nyanserna i Elvis sång, där varje ord artikuleras med eftertryck.
"Paralyzed": Elvis hade försökt spela in "Paralyzed dagen innan men övergett försöket efter endast en fullständig tagning, eftersom de inte lyckades få till ett fungerande arrangemang. Till följd av bristen på annat material att spela in, och eftersom han gillade låten, valde han att återvända till den som första låt nästa dag. Låten var Otis Blackwells senaste komposition, och skrevs i samma stil som hans tidigare "Don't Be Cruel". De båda låtarna har många likheter och Elvis försökte också återskapa "Don't Be Cruel" genom att ge "Paralyzed" en liknande gungande rytm med ojämnt fördelade taktslag och sjunga den med en lätt och luftig röst. Trots en effektfull basgång från Bill Black, gediget pianospel från Gordon Stoker och samspelta harmonier från The Jordanaires, hade bandet dock fortfarande svårt att få till en tillräckligt avslappnad rytm. För att skapa den slutliga mastern klipptes därför tagning 12 samman med slutet av tagning 5. "Paralyzed" var en av Elvis få rockabillyinspelningar för RCA. Den förmedlar en lättsam och okomplicerad stämning, och den rockar på ett mjukt sätt.
Efter att albumet hade släppts hörde Elvis Jackie Wilsons tolkning av "Paralyzed" i Las Vegas, vilket inspirerade honom att ändra sitt eget framförande. Han sjöng den i ett långsammare tempo och artikulerade texten tydligare. Detta nya arrangemang kan höras på bland annat "Million Dollar Quartet"-utgåvorna, inspelningar från den 4 december 1956, då han jammade med Sun-artisterna Jerry Lee Lewis, Carl Perkins och Johnny Cash.

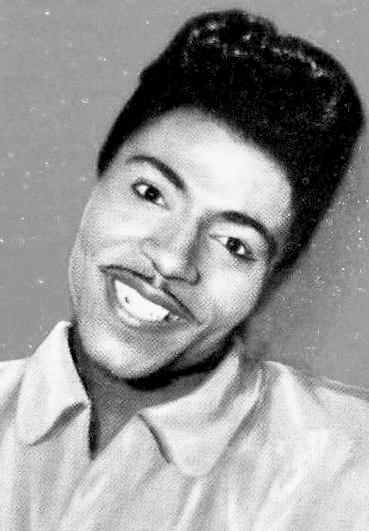
"Little Richard (1957). Under septembersessionen spelade Elvis in tre rocklåtar som hade gjorts kända av honom: "Long Tall Sally", "Ready Teddy" och "Rip It Up".

"When My Blue Moon Turns to Gold Again", skriven av Wiley Walker och Gene Sullivan, spelades in som den andra låten under inspelningens andra dag. Trots att de låg nästan i fas med schemat uppstod ett problem med vad de skulle spela in, eftersom Elvis ratade nästan alla demoinspelningar. Han fick i stället vända sig till gamla favoriter. "When My Blue Moon Turns to Gold Again" var en populär countrylåt från 1940-talet. Den påminde om flera av de countrylåtar Elvis spelade in på Sun och hade den lättsamma, svängiga shuffle-rytmen som också kännetecknade "Don't Be Cruel". Det var en av Elvis sista rena rockabillyinspelningar. Texten är fyndig, men eftersom han inte mindes alla verser sjöng han enbart de verser han kom ihåg – som han gjorde på "Hound Dog". Elvis moderniserade tolkning präglas av en lätthet och en övergripande känsla av lycklig optimism, i kontrast till den mer dystra "How's the World Treating You". Scotty Moore levererar ett distinkt och välkomponerat solo, medan Elvis sång smälter väl samman med The Jordanaires stämmor.
"Long Tall Sally": Eftersom Elvis avfärdade en stor del av det nya materialet som tagits fram till inspelningen, vände han sig i stället till låtar som han redan hade framfört live. "Long Tall Sally", skriven av Little Richard, Robert Blackwell och Enotris Johnson, var den första av tre Little Richard-låtar som Elvis spelade in under denna session. Elvis hade låten på sin liverepertoar under hela 1956 och 1957, och han återkom till den då och då under 1970-talet. Liksom de övriga två Little Richard-låtarna visar den upp Elvis rockigaste sida. I övergången från scen till studio behåller den sin råhet och energi, även om soundet är mer städat och tillrättalagt. Trots sin självsäkra energi är den inte lika hetsig som Little Richards original eller The Beatles senare version. Låten har ett gungande sväng som drivs av bland annat Gordon Stokers pianospel, och Scotty Moore levererar ett distinkt gitarrsolo.
"Old Shep" var den första låten Elvis sjöng offentligt som barn, när han som tioåring deltog i en talangtävling på Mississippi-Alabama Fair and Dairy Show. Stående på en stol sjöng han countryartisten Red Foleys ballad och placerade sig på femte plats. Foleys låt hade varit populär inom både country- och folkmusikgenrerna, och Elvis tolkning hämtade inspiration från båda. Inspelningen arrangerades dock huvudsakligen som en folkvisa. Elvis ackompanjerade sig själv på piano och bidrog med ett pianospel som förstärkte låtens känslomässiga uttryck. Han framförde denna för honom så bekanta låt långsamt, sentimentalt och uppriktigt, vilket gav inspelningen en personlig prägel. Den första inspelningen blev också mastern. Den var över fyra minuter lång och blev hans längsta studiolåt fram till långt in på 1960-talet. Det är en stark prestation, där Elvis förmedlar djup känsla i den gripande berättelsen om en pojke och hans hund, Shep. Liksom balladerna från dagen innan smälter hans röst väl samman med The Jordanaires bakgrundssång.
"Anyplace Is Paradise", skriven av Joe Thomas, var en av de demolåtar som Elvis tog med sig hem för att lyssna på efter studiosessionen i New York den 3 februari 1956. Låten spelades in som kvällens sista nummer och krävde 22 tagningar för att slutföras. Den är en R&B-låt i medeltempo av samma typ som "So Glad You're Mine". Liksom "Too Much" bygger den på bluesackord, men innehåller även inslag av jazz. Inspelningen är gjord i ett långsamt tempo och med ett sparsmakat arrangemang, där det påtagliga ekot ger låten en mystisk och dyster ton. Framförandet präglas av Bill Blacks basspel, medan de två instrumentala delarna utmärks av Gordon Stokers pianospel. Låten gav Elvis möjlighet att visa att blues var en naturlig stil för honom, och han utnyttjade hela sin repertoar av sångmässiga manér. Han varken tonade ner låtens intensitet eller dämpade sin kraftfulla sångstil. I vissa partier höll han ut tonerna över två eller tre textrader i följd och visade prov på en frasering och andningskontroll som annars inte var utmärkande för honom.
"Ready Teddy": Vid den sista inspelningsdagen återstod endast en låt från musikförlaget Hill & Ranges katalog som Elvis Presley ville spela in, nämligen "First in Line". De enda övriga låtar som någon kunde komma på att spela in var två ytterligare Little Richard-låtar. Elvis inledde därför med "Ready Teddy", skriven av Robert Blackwell och John Marascalco, och nyligen utgiven på singel av Little Richard. Elvis framförande av "Ready Teddy" kännetecknas av en intensiv stil som kan ses som en föregångare till den han skulle använda i "Jailhouse Rock" året därpå. Elvis och bandet är samspelta, med ett distinkt gitarrspel av Scotty Moore, ett kraftfullt driv i D. J. Fontanas trummande och ett energiskt pianospel av Gordon Stoker. Elvis levererar en dynamisk tolkning, och låten har ett råare uttryck än den tidigare inspelade Little Richard-låten, "Long Tall Sally".

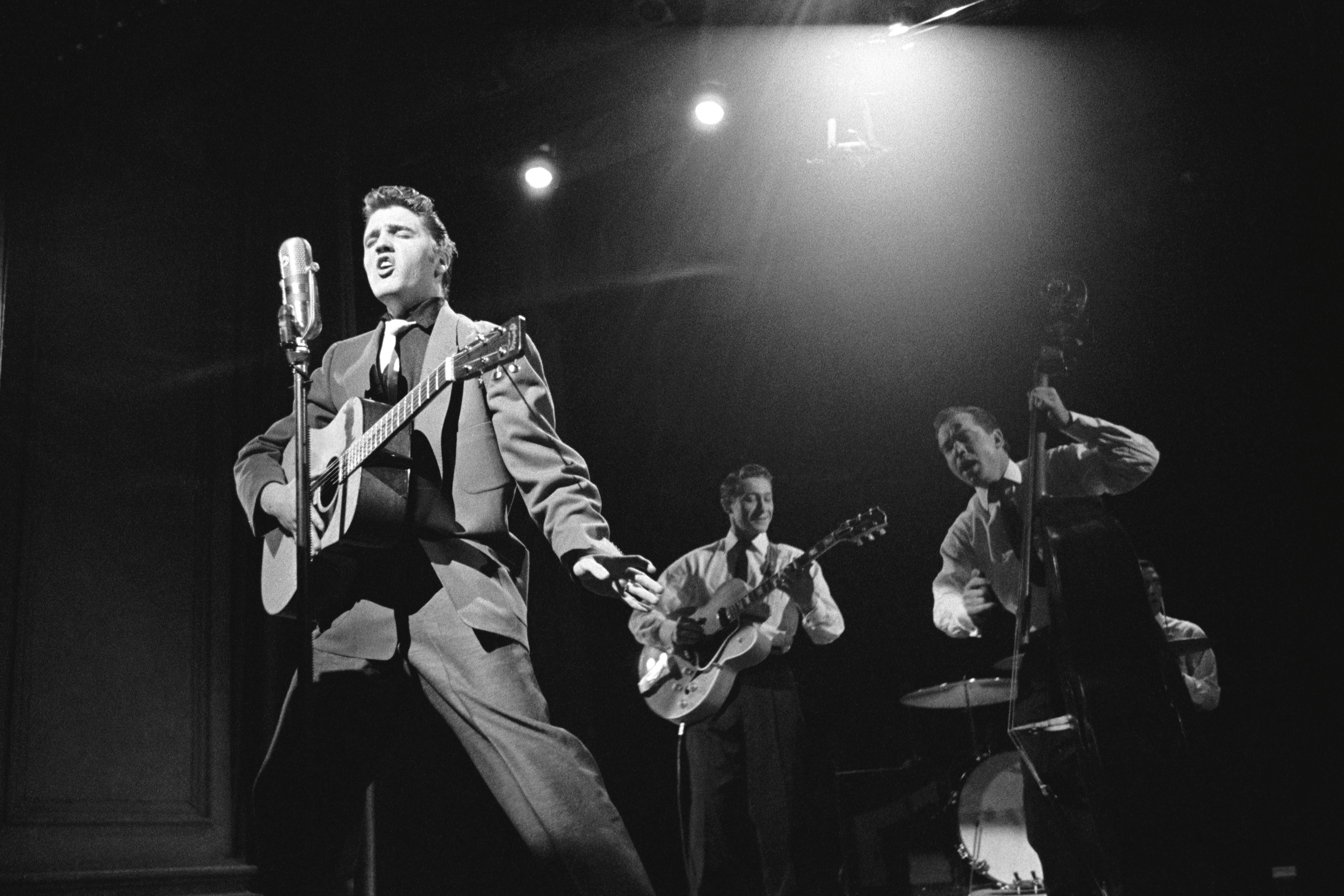
Elvis Presley på Tommy and Jimmy Dorseys Stage Show i New York den 17 mars 1956, tillsammans med gitarristen Scotty Moore och basisten Bill Black, som båda deltog vid inspelningarna av alla låtar på albumet Elvis.

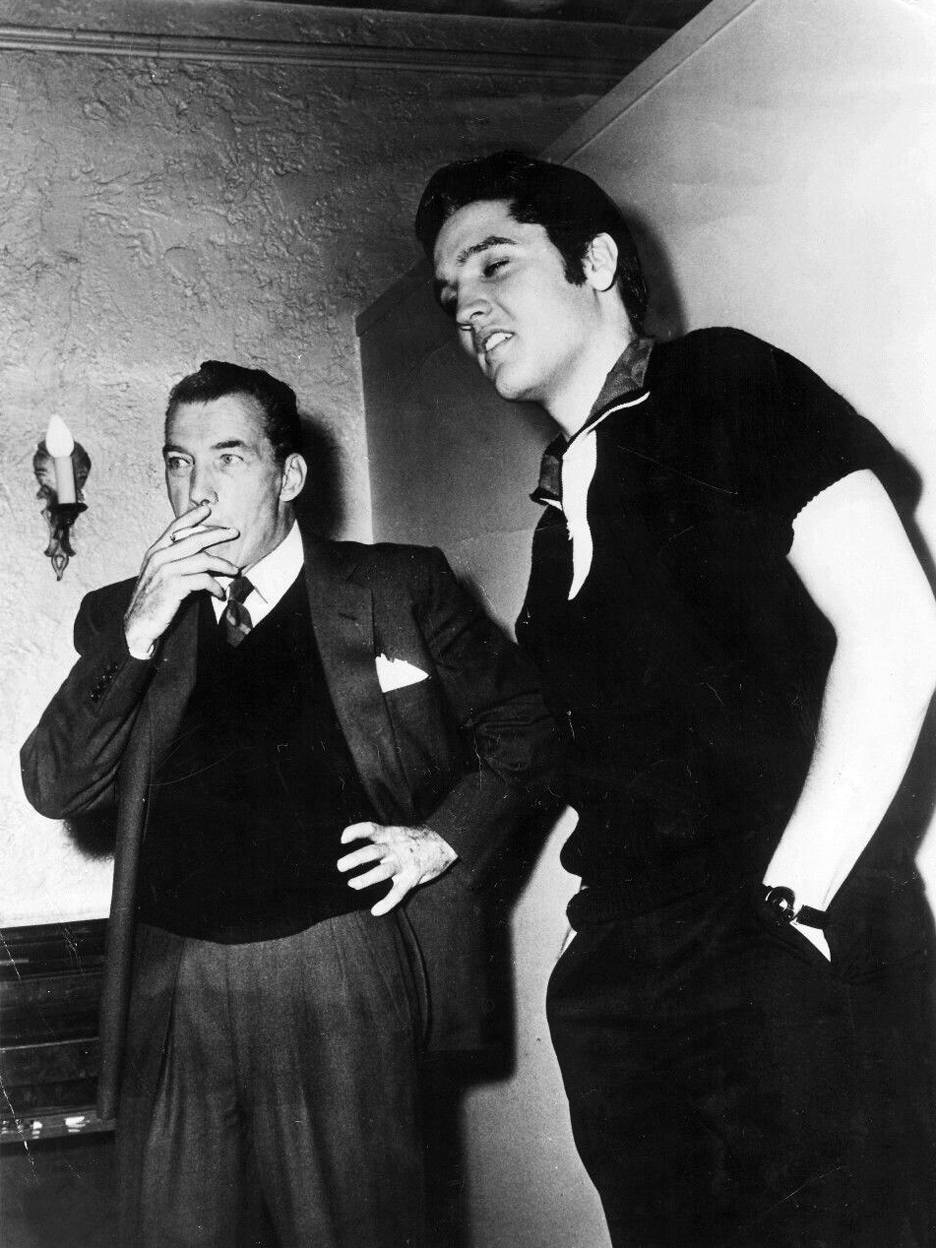
Ed Sullivan och Elvis Presley inför Elvis andra framträdande på The Ed Sullivan Show den 28 oktober 1956.

Av de låtar som spelades in vid denna session var "Ready Teddy" den enda Elvis kom att inkludera i sin live-repertoar. Han framförde den vid sitt första framträdande i The Ed Sullivan Show den 9 september inför över 80 procent av den tv-tittande publiken i USA, bara några dagar efter inspelningen. Framförandet var fyllt av energi, visuellt slående och bidrog till att etablera låten som ett av hans mer kända albumspår från denna period. Genom detta framförande, liksom det av "Love Me", fick båda låtarna en framträdande roll på de samtidigt utgivna EP-skivorna och bidrog till marknadsföringen av dem och av albumet.
"First in Line", skriven av Hill & Ranges huskompositörer Ben Weisman och Aaron Schroeder, blev nästa låt att spelas in. Det var den första av närmare 50 låtar av Weisman som Elvis kom att spela in. Elvis spelade själv piano på denna ballad som stilmässigt liknade "Playing for Keeps" och "Love Me". Inspelningen präglas av ett påtagligt eko, och det krävdes 27 tagningar innan man fick en slutgiltig master.
"Rip It Up", av Robert Blackwell och John Marascalco, blev sessionens avslutande låt. Det var den tredje Little Richard-covern som spelades in. John Marascalco, som skrev "Rip It Up", spelade en demoversion av låten för Elvis i pausen under en konsert i Charleston, Mississippi, redan den 5 april 1955. Elvis gillade den, men eftersom det var Sam Phillips på Sun Records som avgjorde vilka låtar som skulle ges ut, bad Elvis Marascalco att ta kontakt med Phillips. Denne tackade dock nej till låten, då han ansåg den vara för countryinspirerad och inte den sortens låt han ville att Elvis skulle spela in. I stället vände sig Marascalco i mars 1956 till Little Richards A&R-ansvarige, Robert Blackwell, och erbjöd honom "Ready Teddy". I samband med detta spelade han även "Rip It Up" för Blackwell, som denne också blev intresserad av. Han ville dock att Marascalco skulle göra vissa ändringar för att låten bättre skulle passa Little Richard, vilket Marascalco gjorde.
På denna snabba, tempofyllda rocklåt
 är Elvis fullt engagerad och gör en bra insats, med god hjälp från Gordon Stoker på piano och av ett energiskt gitarrsolo från Scotty Moore. Elvis hade förmågan att förvandla en tidigare inspelning till något nytt, originellt och spännande – att göra låten till sin egen. Elvis tre Little Richard-tolkningar tillförde emellertid inte något påtagligt nytt jämfört med originalen. Dessa var nyligen utkomna och redan originella och spännande i sina originalversioner. "Rip It Up" valdes ändå till att bli albumets öppningslåt.

## Teman

### Skivomslaget
Jämfört med debutalbumet är fotografiet av Elvis på omslaget till det andra albumet mer återhållsamt. Han är välfriserad, avbildad i profil och blickar mot himlen medan han spelar gitarr. Fotografiet togs i slutet av januari 1956 i en studio i Carnegie Hall i New York City av David B. Hecht, en fotograf anställd av RCA Victor. Bilden användes inte bara på framsidan av albumet Elvis utan även på EP-skivorna Elvis Volume 1 (EPA-992) och Elvis Volume 2 (EPA-993). Andra fotografier från samma session återfinns på EP-skivorna Strictly Elvis (EPA-994) och Just For You (EPA-4041).

## Utgivning och marknadsföring

### Albumets placeringar
Albumet Elvis utkom den 19 oktober 1956 och blev en stor framgång. Det debuterade den 10 november 1956 på plats 13 på albumlistan Billboard's "Best-Selling Popular Albums" i USA, som vid den tiden omfattade 15 album. Efter fem veckor på listan nådde det förstaplatsen den 8 december 1956, där det låg kvar i fem veckor och ytterligare 11 veckor på andra plats. Sammanlagt låg albumet kvar på listan i 32 veckor.
På Cashbox noterades albumet första gången den 3 november 1956 på plats 25 på tidningens bästsäljarlista, som vid den tiden omfattade 25 album. Den 24 november, efter fyra veckor på listan, nådde det förstaplatsen, där det låg kvar i sex veckor. Totalt låg albumet 33 veckor på listan. I Storbritannien nådde albumet plats 3 under namnet Rock 'n' Roll No. 2 den 18 maj 1957 på UK Albums Chart och återigen samma placering den 26 januari 1963. Totalt låg det 20 veckor på listan.

### EP-skivornas placeringar
Utifrån insikten att långt ifrån alla tonåringar hade råd att köpa LP-skivor eller ägde en skivspelare som kunde spela sådana, gavs albumet samtliga låtar också ut på tre EP-skivor – skivor i samma storlek som singelskivor men med förlängd speltid.
Elvis Volume 1 (EPA 992) med "Rip It Up", "When My Blue Moon Turns to Gold Again", "Love Me" och "Paralyzed" släpptes samtidigt med albumet, den 19 oktober 1956. Vid denna tid fanns ingen särskild lista för EP-skivor; i stället listades låtarna utifrån deras högsta placering på singellistorna. EP-skivans huvudlåt, "Love Me", nådde trots detta sjätte plats på Top 100-listan, sjunde plats på bästsäljarlistan och andra plats på diskjockeylistan, tack vare EP-skivans enorma försäljningssiffror och stora radiogenomslag. Efter att Elvis hade framfört "When My Blue Moon Turns to Gold Again" i sitt sista framträdande på The Ed Sullivan Show den 6 januari 1957, där han filmades endast från midjan och upp, tog den sig som en av låtarna från EP:n upp till plats 29 enbart genom spelningar på radio, och "Paralyzed" nådde plats 59. "Paralyzed" gavs ut på singel i Storbritannien och nådde där topp tio nästan ett år efter att den spelades in.
Även den andra EP-skivan från albumet, Elvis Volume 2 (EPA 993), släpptes den 19 oktober. Den innehöll "So Glad You're Mine" som huvudlåt samt "Ready Teddy", "Old Shep" och "Anyplace Is Paradise". "Old Shep" nådde plats 47 på singellistan.
Den tredje EP-skivan från albumet, Strictly Elvis (EPA 994), släpptes den 25 januari 1957 och innehöll "Long Tall Sally", "How Do You Think I Feel", "First in Line" och "How's the World Treating You". Skivan tog sig inte in på topplistorna.

### Senare utgåvor av albumet
RCA återutgav albumet på LP i december 1961, både i originalets mono och i elektronisk stereo. I september 1984 gavs albumet med sina tolv låtar för första gången ut på CD. Denna utgåva använde samma elektroniskt processade stereomix som 1961 års LP och drogs snabbt tillbaka, varefter den ersattes med en version i originalets mono.
RCA släppte en utökad CD-version av albumet 1999 och återigen 2005. Utgåvan från 1999 innehöll originalalbumet samt sex bonusspår hämtade från tre framgångsrika singlar där fyra låtar hade varit listettor: "Hound Dog" / "Don't Be Cruel", "Love Me Tender" / "Any Way You Want Me" och "Too Much" / "Playing for Keeps". Tre av bonuslåtarna lades till före originalalbumets låtar och tre efter. Utgåvan från 2005 var densamma som 1999 års utgåva men med de sex bonuslåtarna placerade sist. Albumet var dessutom remastrad med DSD-teknik.
År 2014 gavs Elvis ut på Follow That Dream-etiketten i en deluxeutgåva bestående av två cd:ar. Den första cd:n innehöll originalalbumet samt alla bevarade alternativtagningar från sessionen den 1–3 september 1956 (endast av "Rip It Up" och "Old Shep"). Den andra skivan innehöll en livekonsert från Hirsch Coliseum, i Shreveport, Louisiana, den 15 december 1956.

## Mottagande
Albumet fick övervägande positiva omdömen i pressen. Musiktidningen Billboard skrev: "Presley-succén fortsätter med detta förstklassiga nya album. Oavsett om det är de fartfyllda 'Rip It Up' och 'Long Tall Sally' eller de mer känsloladdade tolkningarna av 'When My Blue Moon Turns to Gold Again' och 'How's the World Treating You', lär framförandena hänföra fansen. Stora förhandsbeställningar pekar ut det som ännu en succé."
I en artikel från den 13 januari 1957 i New York Times, hyllar musikkritikern John S. Wilson albumet, och menar att det är påtagligt hur mycket Elvis Presley "har förbättrat sin diktion" och röstkontroll sedan sin första skiva. Han skriver vidare att "den överväldigande genomslagskraften i Elvis Presleys genombrott på nationell nivå" har haft en tendens att ta fokus från hans musik, och att "han faktiskt besitter en imponerande, om än ibland något otyglad, talang." Från albumet lyfter han fram "So Glad You're Mine" som ett "utmärkt, praktiskt taget oförfalskat exempel på countryblues", och de starka blueslåtarna, "Anyplace Is Paradise" och "Long Tall Sally". Han menar att Elvis är "en genuint medryckande artist" när "han rör sig fullständigt obehindrat inom" countrybluesens domäner, och att han mycket väl kan bli en av de mest framstående vita bluessångarna". Han menar att Elvis rör sig inom många genrer och ger som exempel den tårdrypande tolkningen av "Old Shep".
Den amerikanske musikkritikern och musikjournalisten Bruce Eder, skrivande för AllMusic, menar att albumet Elvis är "ett mer självsäkert och djärvt" album än debutalbumet Elvis Presley. Att det inte betraktas "som riktigt lika betydelsefullt ur ett historiskt perspektiv", beror enligt Eder enbart på att det släpptes som nummer två i ordningen – och att det "i vilken som helst annan artists katalog skulle ha betraktats som höjdpunkten i karriären." Vid inspelningarna i september 1956 hade Elvis Presley redan etablerat sig som en nationell sensation och sjöng med ökad säkerhet. Av albumets tolv låtar lyfter Eder fram "When My Blue Moon Turns to Gold Again", som Elvis förvandlar från en countrylåt "till en mjukt svängande rocklåt", de tre Little Richard-låtarna "Long Tall Sally", "Ready Teddy" och "Rip It Up", som han "dundrar igenom med full kraft", en "suverän bluesversion" av Arthur Crudups "So Glad You're Mine" och balladerna "First in Line" och "Old Shep", vilka båda visar "hur nyanserad hans röst höll på att bli".
Musikskribenten Paul Simpson, som recenserade nyutgåvan på CD med sex bonuslåtar, anser att albumet är något mindre slagkraftigt än föregångaren Elvis Presley. Han lyfter fram "How's the World Treating You?" och "Anyplace Is Paradise" som starka låtar men är kritisk till inspelningskvaliteten, som får mycket av albumet att kännas instängt i en grumlig ljudbild och kväver annars starka låtar som "First in Line". Simpson menar att nyutgåvan innehåller några verkligt fina låtar, särskilt "Anyway You Want Me", som han menar framkallar ryningar. Musikjournalisten och rockkritikern David McGee, skrivande för Rolling Stone, anser det fortfarande vara ett av de bästa rock'n'roll-album som någonsin har givits ut.

## Försäljning

### Albumet
Under sin första tid på topplistorna i USA såldes 500 000 exemplar av albumet, vilket var nästan 200 000 exemplar fler än hans debutalbum sålde under motsvarande tid. Albumet certifierades guld av Recording Industry Association of America (RIAA) för en försäljning av 500 000 exemplar i februari 1960, och platina för en försäljning av 1 000 000 exemplar i augusti 2011.

### EP-skivorna
EP-skivan Elvis Volume 1 hade vid jultid 1956 sålt en miljon kopior, och registrerades 1992 av RIAA för en försäljning av 2 miljoner exemplar i USA. Ep-skivan Elvis Volume 2 sålde inledningsvis 400 000 exemplar i USA och registrerades 1992 av RIAA för en försäljning på en halv miljon.
Ep-skivan Strictly Elvis sålde ytterligare 200 000 exemplar.

## Låtlistor
Elvis

### 1956, originalutgåva, LP
| 1. | Rip It Up                             | Robert Blackwell, John Marascalco                   | 3 september 1956 | 1:50 |
| 2. | Love Me                               | Jerry Leiber, Mike Stoller                          | 1 september 1956 | 2:41 |
| 3. | When My Blue Moon Turns to Gold Again | Gene Sullivan, Wiley Walker                         | 2 september 1956 | 2:18 |
| 4. | Long Tall Sally                       | Robert Blackwell, Enotris Johnson, Richard Penniman | 2 september 1956 | 1:51 |
| 5. | First in Line                         | Aaron Schroeder, Ben Weisman                        | 3 september 1956 | 3:21 |
| 6. | Paralyzed                             | Otis Blackwell, Elvis Presley                       | 2 september 1956 | 2:24 |

| 1.           | So Glad You're Mine           | Arthur Crudup                     | 30 januari 1956  | 2:18  |
| 2.           | Old Shep                      | Red Foley, Willis Arthur          | 2 september 1956 | 4:10  |
| 3.           | Ready Teddy                   | Robert Blackwell, John Marascalco | 3 september 1956 | 1:55  |
| 4.           | Anyplace Is Paradise          | Joe Thomas                        | 2 september 1956 | 2:26  |
| 5.           | How's the World Treating You? | Chet Atkins, Boudleaux Bryant     | 1 september 1956 | 2:23  |
| 6.           | How Do You Think I Feel?      | Webb Pierce, Wayne Walker         | 1 september 1956 | 2:10  |
| Total längd: | Total längd:                  | Total längd:                      | Total längd:     | 29:47 |

### 1999, CD-utgåva
| 1.           | Hound Dog (13 juli 1956, 47-6604b, #1)                                       | Jerry Leiber, Mike Stoller                          | 2 juli 1956      | 2:17  |
| 2.           | Don't Be Cruel (13 juli 1956, 47-6604a, #1)                                  | Otis Blackwell, Elvis Presley                       | 2 juli 1956      | 2:03  |
| 3.           | Anyway You Want Me (That's How I Will Be) (28 september 1956, 47-6643b, #20) | Cliff Owens, Aaron Schroeder                        | 2 juli 1956      | 2:16  |
| 4.           | Rip It Up                                                                    | Robert Blackwell, John Marascalco                   | 3 september 1956 | 1:55  |
| 5.           | Love Me                                                                      | Jerry Leiber, Mike Stoller                          | 1 september 1956 | 2:45  |
| 6.           | When My Blue Moon Turns to Gold Again                                        | Gene Sullivan, Wiley Walker                         | 2 september 1956 | 2:23  |
| 7.           | Long Tall Sally                                                              | Robert Blackwell, Enotris Johnson, Richard Penniman | 2 september 1956 | 1:53  |
| 8.           | First in Line                                                                | Aaron Schroeder, Ben Weisman                        | 3 september 1956 | 3:24  |
| 9.           | Paralyzed                                                                    | Otis Blackwell, Elvis Presley                       | 2 september 1956 | 2:26  |
| 10.          | So Glad You're Mine                                                          | Arthur Crudup                                       | 30 januari 1956  | 2:24  |
| 11.          | Old Shep (#47)                                                               | Red Foley                                           | 2 september 1956 | 4:12  |
| 12.          | Ready Teddy                                                                  | Robert Blackwell, John Marascalco                   | 3 september 1956 | 1:58  |
| 13.          | Anyplace Is Paradise                                                         | Joe Thomas                                          | 2 september 1956 | 2:27  |
| 14.          | How's the World Treating You?                                                | Chet Atkins, Boudleaux Bryant                       | 1 september 1956 | 2:26  |
| 15.          | How Do You Think I Feel                                                      | Webb Pierce, Wayne Walker                           | 1 september 1956 | 2:13  |
| 16.          | Too Much (4 januari 1957, 47-6800a, #1)                                      | Lee Rosenberg, Bernard Weinman                      | 2 september 1956 | 2:33  |
| 17.          | Playing for Keeps (4 januari 1957, 47-6800b, #21)                            | Stan Kesler                                         | 1 september 1956 | 2:52  |
| 18.          | Love Me Tender (28 september 1956, 47-6643a, #1)                             | Vera Matson, Elvis Presley                          | 24 augusti 1956  | 2:41  |
| Total längd: | Total längd:                                                                 | Total längd:                                        | Total längd:     | 45:08 |

### 2014, FTD-utgåva, CD
CD 1
| 1.           | Rip It Up                                           | Robert Blackwell, John Marascalco                   | 3 september 1956 | 1:56  |
| 2.           | Love Me                                             | Jerry Leiber, Mike Stoller                          | 1 september 1956 | 2:45  |
| 3.           | When My Blue Moon Turns to Gold Again               | Gene Sullivan, Wiley Walker                         | 2 september 1956 | 2:23  |
| 4.           | Long Tall Sally                                     | Robert Blackwell, Enotris Johnson, Richard Penniman | 2 september 1956 | 1:54  |
| 5.           | First in Line                                       | Aaron Schroeder, Ben Weisman                        | 3 september 1956 | 3:23  |
| 6.           | Paralyzed Side 2                                    | Otis Blackwell, Elvis Presley                       | 2 september 1956 | 2:28  |
| 7.           | So Glad You're Mine                                 | Arthur Crudup                                       | 30 januari 1956  | 2:23  |
| 8.           | Old Shep                                            | Red Foley                                           | 2 september 1956 | 4:12  |
| 9.           | Ready Teddy                                         | Robert Blackwell, John Marascalco                   | 3 september 1956 | 1:58  |
| 10.          | Anyplace Is Paradise                                | Joe Thomas                                          | 2 september 1956 | 2:27  |
| 11.          | How's the World Treating You?                       | Chet Atkins, Boudleaux Bryant                       | 1 september 1956 | 2:26  |
| 12.          | How Do You Think I Feel Bonus Songs                 | Webb Pierce, Wayne Walker                           | 1 september 1956 | 2:14  |
| 13.          | Playing for Keeps                                   | Stan Kesler                                         | 1 september 1956 | 2:55  |
| 14.          | Too Much                                            | Lee Rosenberg, Bernard Weinman                      | 2 september 1956 | 2:36  |
| 15.          | Don't Be Cruel                                      | Otis Blackwell, Elvis Presley                       | 2 juli 1956      | 2:05  |
| 16.          | Hound Dog                                           | Jerry Leiber, Mike Stoller                          | 2 juli 1956      | 2:18  |
| 17.          | Any Way You Want Me (That’s How I Will Be) Outtakes | Cliff Owens, Aaron Schroeder                        | 2 juli 1956      | 2:18  |
| 18.          | Rip It Up (takes 10–14)                             | Blackwell, Marascalco                               | 3 september 1956 | 3:08  |
| 19.          | Rip It Up (take 15)                                 | Blackwell, Marascalco                               | 3 september 1956 | 2:04  |
| 20.          | Rip It Up (take 16)                                 | Blackwell, Marascalco                               | 3 september 1956 | 1:59  |
| 21.          | Rip It Up (take 17)                                 | Blackwell, Marascalco                               | 3 september 1956 | 2:05  |
| 22.          | Rip It Up (take 18–19M)                             | Blackwell, Marascalco                               | 3 september 1956 | 3:53  |
| 23.          | Old Shep (take 5)                                   | Red Foley                                           | 2 september 1956 | 4:01  |
| Total längd: | Total längd:                                        | Total längd:                                        | Total längd:     | 59:51 |

CD 2
| 1.           | Heartbreak Hotel                      | Mae Boren Axton, Thomas Durden                             | 15 december 1956 | 1:47  |
| 2.           | Long Tall Sally                       | Robert Blackwell, Enotris Johnson, Richard Penniman        | 15 december 1956 | 2:38  |
| 3.           | I Was the One                         | Aaron Schroeder, Bill Peppers, Claude Demetrius, Hal Blair | 15 december 1956 | 3:08  |
| 4.           | Love Me Tender                        | Vera Matson, Elvis Presley                                 | 15 december 1956 | 3:29  |
| 5.           | Don't Be Cruel                        | Otis Blackwell, Elvis Presley                              | 15 december 1956 | 2:57  |
| 6.           | Love Me                               | Jerry Leiber, Mike Stoller                                 | 15 december 1956 | 3:36  |
| 7.           | I Got a Woman                         | Ray Charles, Renald Richard                                | 15 december 1956 | 3:21  |
| 8.           | When My Blue Moon Turns to Gold Again | Gene Sullivan, Wiley Walker                                | 15 december 1956 | 2:47  |
| 9.           | Paralyzed                             | Otis Blackwell, Elvis Presley                              | 15 december 1956 | 2:57  |
| 10.          | Hound Dog                             | Jerry Leiber, Mike Stoller                                 | 15 december 1956 | 4:30  |
| Total längd: | Total längd:                          | Total längd:                                               | Total längd:     | 31:10 |

## Medverkande
Uppgifterna, hämtade från Keith Flynn och Ernst Jørgensen, avser inspelningar gjorda i RCA:s studio 1 i New York den 30 januari 1956 och i Radio Recorders studio 1 i Hollywood, Kalifornien, den 1–3 september 1956.

- Elvis Presley – sång; gitarr vid alla inspelningstillfällen; piano på "Love Me", "'How's the World Treating You", "Old Shep" och "First In Line".
- Scotty Moore – gitarr på alla låtar.
- Bill Black – bas på alla låtar.
- D. J. Fontana – trummor på alla låtar.
- Shorty Long – piano på "So Glad You're Mine".
- Gordon Stoker (i The Jordanaires) – piano på "Anyplace Is Paradise" och "'Ready Teddy".
- The Jordanaires: Gordon Stoker, Neal Matthews, Hoyt Hawkins, Hugh Jarrett – bakgrundssång på alla låtar förutom "So Glad You're Mine".
- Steve Sholes – producent för alla låtar.
- Ernie Oehlrich – ljudtekniker på "So Glad You're Mine".
- Thorne Nogar – ljudtekniker på alla låtar förutom "So Glad You're Mine".
- Bones Howe – inspelningsassistent på "Love Me", "How Do You Think I Feel" och "How's the World Treating You".

## Topplistor
| Lista (1956)                     | Högsta position |
| Storbritannien (UK Albums Chart) | 3               |
| USA Cash Box Top Albums          | 1               |
| USA (Billboard Top Lp's)         | 1               |

| Område     | Certifiering | Försäljning |
| USA (RIAA) | platina      | 1 000       |